# Trizeuxis
Trizeuxis é um género botânico pertencente à família das orquídeas (Orchidaceae). Foi proposto por John Lindley em Collectanea Botanica 2, em 1821. A espécie tipo do gênero é a Trizeuxis falcata Lindley. O nome deste gênero refere-se ao fato de que, por suas sépalas serem fundidas, as flores parecem ter três periantos.

## Distribuição
Trata-se de gênero monotípico, cuja única espécie é uma miniatura epífita, de crescimento cespitoso, que existe desde a Costa Rica até o Brasil, onde ocorre em extensa área.

## Descrição

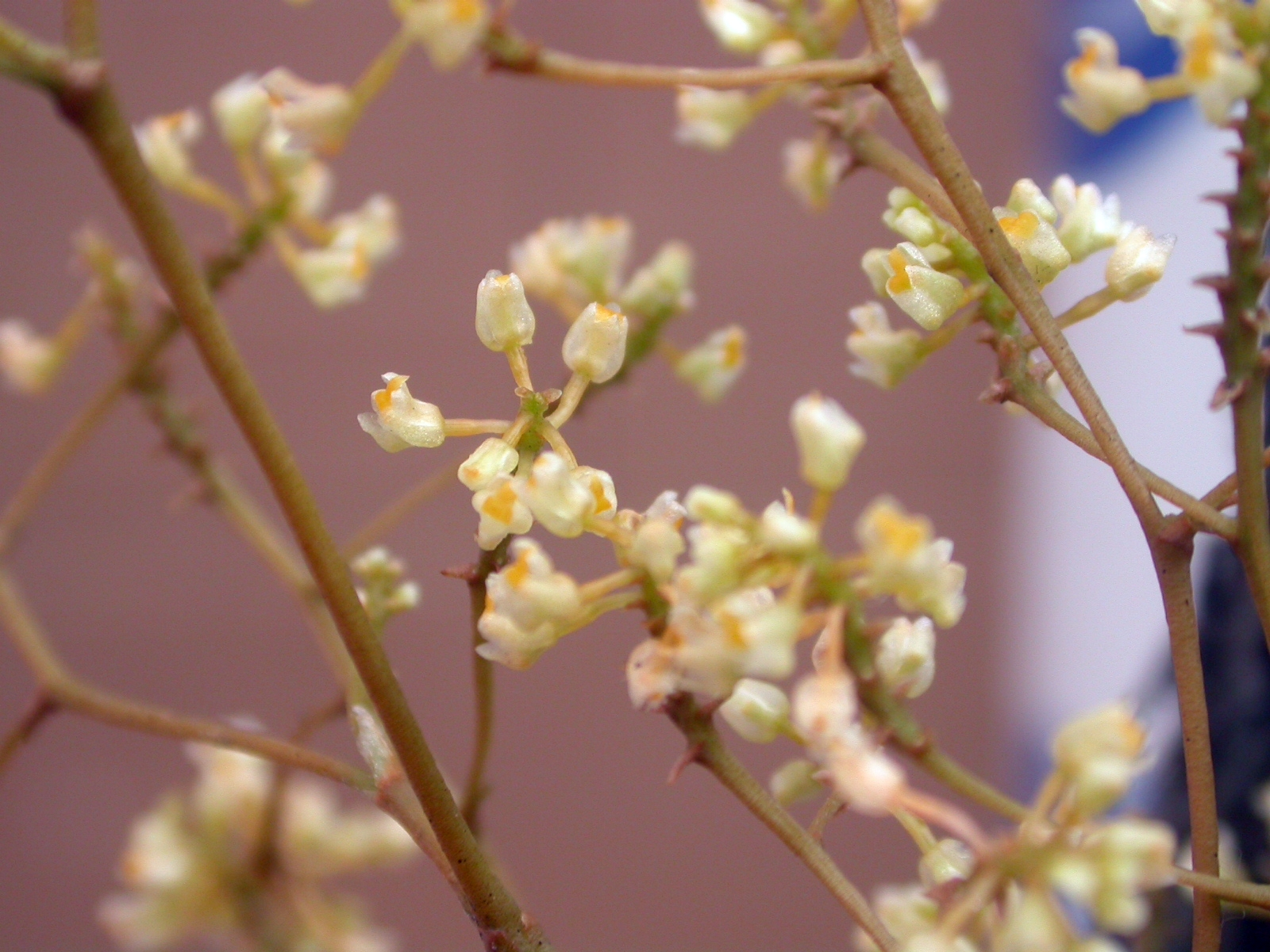
Trizeuxis falcata
Detalhe da inflorescência

São plantas minúsculas, que em algo lembram Ionopsis, com rizoma curto e pseudobulbos alongados, levemente comprimidos dos lados, monofoliados, guarnecidos por Baínhas foliares laterais que quase o ocultam totalmente e formam uma espécie de pequeno leque. As folhas são carnosas, gumiformes, achatadas em sentido vertical. A inflorescência brota das Baínhas que parcialmente recobrem os pseudobulbos, é paniculada, ereta, com flores muito pequenas, que abrem em sucessão, aglomeradas em pseudoestróbilo nas extremidades das panículas, entre brácteas côncavas relativamente grandes, com flores verdes, amareladas ou alvacentas.

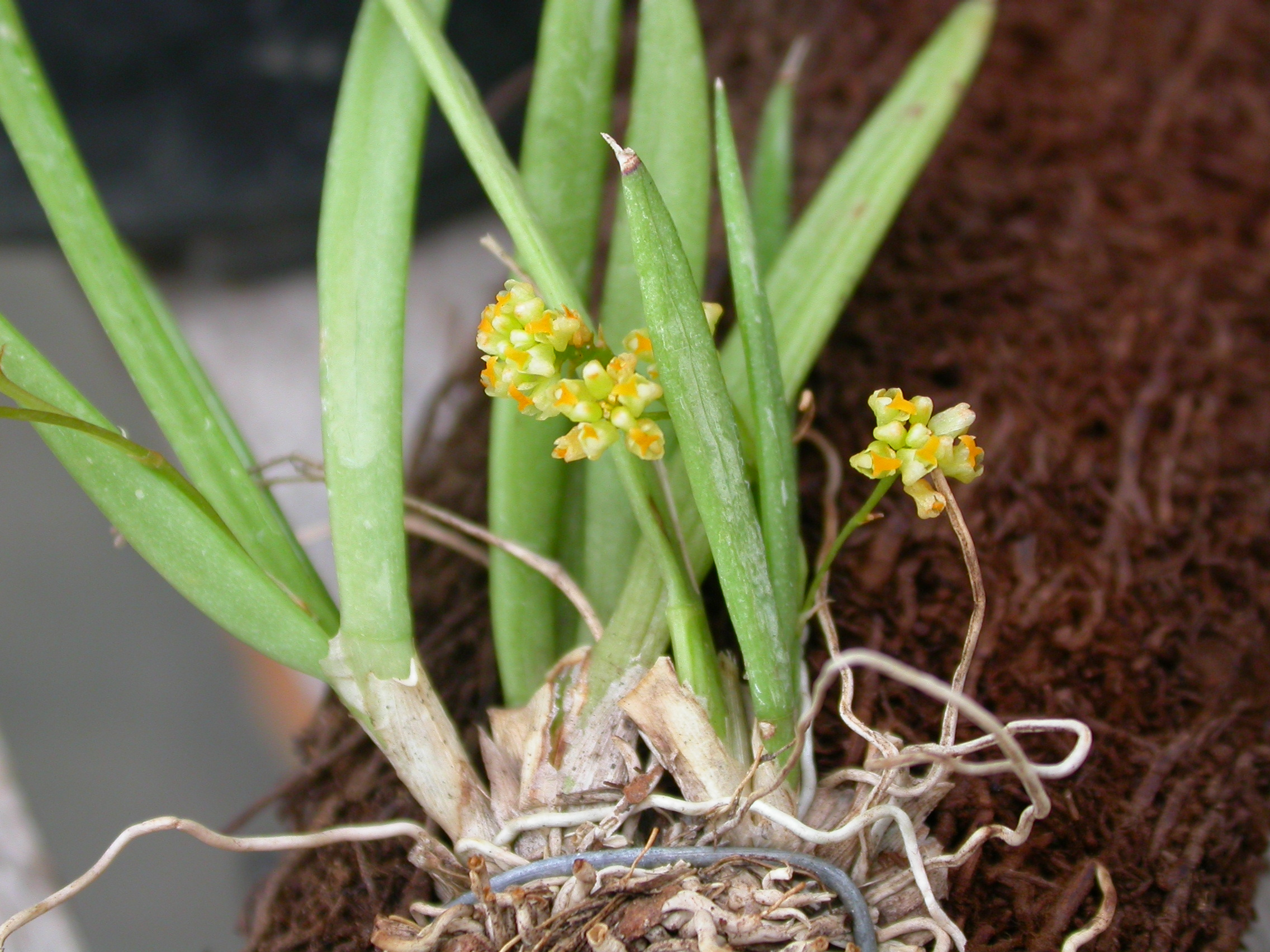
Trizeuxis falcata
Aparência da planta

As flores têm segmentos coniventes, as sépalas sendo todas algo soldadas entre si, a dorsal elmiforme, as pétalas similares às sépalas e também concrescidas na base. O labelo pouco sobressai, é algo reflexo e de cor contrastante, normalmente amarelo ou alaranjado, trilobado. A coluna é curta, sem asas laterais, comportando grande antera e duas polínias.

## Filogenia
Trizeuxis, com Quekettia, Polyotidium, Plectrophora, Cypholoron, e Pterostemma, forma de um dos sete subclados de pequenos gêneros, que coletivamente se constituem em um dos cerca de dez clados da subtribo Oncidiinae, cujos relacionamentos e classificação genérica e supragenérica, segundo critérios filogenéticos, ainda não estão muito bem delimitados.